# 1427
Portal Geschichte | Portal Biografien | Aktuelle Ereignisse | Jahreskalender | Tagesartikel

◄ |
14. Jahrhundert |
15. Jahrhundert
| 16. Jahrhundert | ►

◄ |
1390er |
1400er |
1410er |
1420er
| 1430er | 1440er | 1450er | ►

◄◄ |
◄ |
1423 |
1424 |
1425 |
1426 |
1427
| 1428 | 1429 | 1430 | 1431 | ► | ►►
Staatsoberhäupter  · Nekrolog   · Musikjahr
| Januar | Januar | Januar | Januar | Januar | Januar | Januar | Januar |
| Kw     | Mo     | Di     | Mi     | Do     | Fr     | Sa     | So     |
| ------ | ------ | ------ | ------ | ------ | ------ | ------ | ------ |
| 1      |        |        | 1      | 2      | 3      | 4      | 5      |
| 2      | 6      | 7      | 8      | 9      | 10     | 11     | 12     |
| 3      | 13     | 14     | 15     | 16     | 17     | 18     | 19     |
| 4      | 20     | 21     | 22     | 23     | 24     | 25     | 26     |
| 5      | 27     | 28     | 29     | 30     | 31     |        |        |

| Februar | Februar | Februar | Februar | Februar | Februar | Februar | Februar |
| Kw      | Mo      | Di      | Mi      | Do      | Fr      | Sa      | So      |
| ------- | ------- | ------- | ------- | ------- | ------- | ------- | ------- |
| 5       |         |         |         |         |         | 1       | 2       |
| 6       | 3       | 4       | 5       | 6       | 7       | 8       | 9       |
| 7       | 10      | 11      | 12      | 13      | 14      | 15      | 16      |
| 8       | 17      | 18      | 19      | 20      | 21      | 22      | 23      |
| 9       | 24      | 25      | 26      | 27      | 28      |         |         |

| März | März | März | März | März | März | März | März |
| Kw   | Mo   | Di   | Mi   | Do   | Fr   | Sa   | So   |
| ---- | ---- | ---- | ---- | ---- | ---- | ---- | ---- |
| 9    |      |      |      |      |      | 1    | 2    |
| 10   | 3    | 4    | 5    | 6    | 7    | 8    | 9    |
| 11   | 10   | 11   | 12   | 13   | 14   | 15   | 16   |
| 12   | 17   | 18   | 19   | 20   | 21   | 22   | 23   |
| 1    | 24   | 25   | 26   | 27   | 28   | 29   | 30   |
| 14   | 31   |      |      |      |      |      |      |

| April | April | April | April | April | April | April | April |
| Kw    | Mo    | Di    | Mi    | Do    | Fr    | Sa    | So    |
| ----- | ----- | ----- | ----- | ----- | ----- | ----- | ----- |
| 14    |       | 1     | 2     | 3     | 4     | 5     | 6     |
| 15    | 7     | 8     | 9     | 10    | 11    | 12    | 13    |
| 16    | 14    | 15    | 16    | 17    | 18    | 19    | 20    |
| 17    | 21    | 22    | 23    | 24    | 25    | 26    | 27    |
| 18    | 28    | 29    | 30    |       |       |       |       |

| Mai | Mai | Mai | Mai | Mai | Mai | Mai | Mai |
| Kw  | Mo  | Di  | Mi  | Do  | Fr  | Sa  | So  |
| --- | --- | --- | --- | --- | --- | --- | --- |
| 18  |     |     |     | 1   | 2   | 3   | 4   |
| 19  | 5   | 6   | 7   | 8   | 9   | 10  | 11  |
| 20  | 12  | 13  | 14  | 15  | 16  | 17  | 18  |
| 21  | 19  | 20  | 21  | 22  | 23  | 24  | 25  |
| 22  | 26  | 27  | 28  | 29  | 30  | 31  |     |

| Juni | Juni | Juni | Juni | Juni | Juni | Juni | Juni |
| Kw   | Mo   | Di   | Mi   | Do   | Fr   | Sa   | So   |
| ---- | ---- | ---- | ---- | ---- | ---- | ---- | ---- |
| 22   |      |      |      |      |      |      | 1    |
| 23   | 2    | 3    | 4    | 5    | 6    | 7    | 8    |
| 24   | 9    | 10   | 11   | 12   | 13   | 14   | 15   |
| 25   | 16   | 17   | 18   | 19   | 20   | 21   | 22   |
| 26   | 23   | 24   | 25   | 26   | 27   | 28   | 29   |
| 27   | 30   |      |      |      |      |      |      |

| Juli | Juli | Juli | Juli | Juli | Juli | Juli | Juli |
| Kw   | Mo   | Di   | Mi   | Do   | Fr   | Sa   | So   |
| ---- | ---- | ---- | ---- | ---- | ---- | ---- | ---- |
| 27   |      | 1    | 2    | 3    | 4    | 5    | 6    |
| 2    | 7    | 8    | 9    | 10   | 11   | 12   | 13   |
| 29   | 14   | 15   | 16   | 17   | 18   | 19   | 20   |
| 30   | 21   | 22   | 23   | 24   | 25   | 26   | 27   |
| 31   | 28   | 29   | 30   | 31   |      |      |      |

| August | August | August | August | August | August | August | August |
| Kw     | Mo     | Di     | Mi     | Do     | Fr     | Sa     | So     |
| ------ | ------ | ------ | ------ | ------ | ------ | ------ | ------ |
| 31     |        |        |        |        | 1      | 2      | 3      |
| 32     | 4      | 5      | 6      | 7      | 8      | 9      | 10     |
| 33     | 11     | 12     | 13     | 14     | 15     | 16     | 17     |
| 34     | 18     | 19     | 20     | 21     | 22     | 23     | 24     |
| 35     | 25     | 26     | 27     | 28     | 29     | 30     | 31     |

| September | September | September | September | September | September | September | September |
| Kw        | Mo        | Di        | Mi        | Do        | Fr        | Sa        | So        |
| --------- | --------- | --------- | --------- | --------- | --------- | --------- | --------- |
| 36        | 1         | 2         | 3         | 4         | 5         | 6         | 7         |
| 37        | 8         | 9         | 10        | 11        | 12        | 13        | 14        |
| 38        | 15        | 16        | 17        | 18        | 19        | 20        | 21        |
| 39        | 22        | 23        | 24        | 25        | 26        | 27        | 28        |
| 40        | 29        | 30        |           |           |           |           |           |

| Oktober | Oktober | Oktober | Oktober | Oktober | Oktober | Oktober | Oktober |
| Kw      | Mo      | Di      | Mi      | Do      | Fr      | Sa      | So      |
| ------- | ------- | ------- | ------- | ------- | ------- | ------- | ------- |
| 40      |         |         | 1       | 2       | 3       | 4       | 5       |
| 41      | 6       | 7       | 8       | 9       | 10      | 11      | 12      |
| 42      | 13      | 14      | 15      | 16      | 17      | 18      | 19      |
| 43      | 20      | 21      | 22      | 23      | 24      | 25      | 26      |
| 44      | 27      | 28      | 29      | 30      | 31      |         |         |

| November | November | November | November | November | November | November | November |
| Kw       | Mo       | Di       | Mi       | Do       | Fr       | Sa       | So       |
| -------- | -------- | -------- | -------- | -------- | -------- | -------- | -------- |
| 44       |          |          |          |          |          | 1        | 2        |
| 45       | 3        | 4        | 5        | 6        | 7        | 8        | 9        |
| 46       | 10       | 11       | 12       | 13       | 14       | 15       | 16       |
| 47       | 17       | 18       | 19       | 20       | 21       | 22       | 23       |
| 48       | 24       | 25       | 26       | 27       | 28       | 29       | 30       |

| Dezember | Dezember | Dezember | Dezember | Dezember | Dezember | Dezember | Dezember |
| Kw       | Mo       | Di       | Mi       | Do       | Fr       | Sa       | So       |
| -------- | -------- | -------- | -------- | -------- | -------- | -------- | -------- |
| 49       | 1        | 2        | 3        | 4        | 5        | 6        | 7        |
| 50       | 8        | 9        | 10       | 11       | 12       | 13       | 14       |
| 51       | 15       | 16       | 17       | 18       | 19       | 20       | 21       |
| 52       | 22       | 23       | 24       | 25       | 26       | 27       | 28       |
| 1        | 29       | 30       | 31       |          |          |          |          |

| Januar | Januar | Januar | Januar | Januar | Januar | Januar | Januar |
| Kw     | Mo     | Di     | Mi     | Do     | Fr     | Sa     | So     |
| ------ | ------ | ------ | ------ | ------ | ------ | ------ | ------ |
| 1      |        |        | 1      | 2      | 3      | 4      | 5      |
| 2      | 6      | 7      | 8      | 9      | 10     | 11     | 12     |
| 3      | 13     | 14     | 15     | 16     | 17     | 18     | 19     |
| 4      | 20     | 21     | 22     | 23     | 24     | 25     | 26     |
| 5      | 27     | 28     | 29     | 30     | 31     |        |        |

| Februar | Februar | Februar | Februar | Februar | Februar | Februar | Februar |
| Kw      | Mo      | Di      | Mi      | Do      | Fr      | Sa      | So      |
| ------- | ------- | ------- | ------- | ------- | ------- | ------- | ------- |
| 5       |         |         |         |         |         | 1       | 2       |
| 6       | 3       | 4       | 5       | 6       | 7       | 8       | 9       |
| 7       | 10      | 11      | 12      | 13      | 14      | 15      | 16      |
| 8       | 17      | 18      | 19      | 20      | 21      | 22      | 23      |
| 9       | 24      | 25      | 26      | 27      | 28      |         |         |

| März | März | März | März | März | März | März | März |
| Kw   | Mo   | Di   | Mi   | Do   | Fr   | Sa   | So   |
| ---- | ---- | ---- | ---- | ---- | ---- | ---- | ---- |
| 9    |      |      |      |      |      | 1    | 2    |
| 10   | 3    | 4    | 5    | 6    | 7    | 8    | 9    |
| 11   | 10   | 11   | 12   | 13   | 14   | 15   | 16   |
| 12   | 17   | 18   | 19   | 20   | 21   | 22   | 23   |
| 1    | 24   | 25   | 26   | 27   | 28   | 29   | 30   |
| 14   | 31   |      |      |      |      |      |      |

| April | April | April | April | April | April | April | April |
| Kw    | Mo    | Di    | Mi    | Do    | Fr    | Sa    | So    |
| ----- | ----- | ----- | ----- | ----- | ----- | ----- | ----- |
| 14    |       | 1     | 2     | 3     | 4     | 5     | 6     |
| 15    | 7     | 8     | 9     | 10    | 11    | 12    | 13    |
| 16    | 14    | 15    | 16    | 17    | 18    | 19    | 20    |
| 17    | 21    | 22    | 23    | 24    | 25    | 26    | 27    |
| 18    | 28    | 29    | 30    |       |       |       |       |

| Mai | Mai | Mai | Mai | Mai | Mai | Mai | Mai |
| Kw  | Mo  | Di  | Mi  | Do  | Fr  | Sa  | So  |
| --- | --- | --- | --- | --- | --- | --- | --- |
| 18  |     |     |     | 1   | 2   | 3   | 4   |
| 19  | 5   | 6   | 7   | 8   | 9   | 10  | 11  |
| 20  | 12  | 13  | 14  | 15  | 16  | 17  | 18  |
| 21  | 19  | 20  | 21  | 22  | 23  | 24  | 25  |
| 22  | 26  | 27  | 28  | 29  | 30  | 31  |     |

| Juni | Juni | Juni | Juni | Juni | Juni | Juni | Juni |
| Kw   | Mo   | Di   | Mi   | Do   | Fr   | Sa   | So   |
| ---- | ---- | ---- | ---- | ---- | ---- | ---- | ---- |
| 22   |      |      |      |      |      |      | 1    |
| 23   | 2    | 3    | 4    | 5    | 6    | 7    | 8    |
| 24   | 9    | 10   | 11   | 12   | 13   | 14   | 15   |
| 25   | 16   | 17   | 18   | 19   | 20   | 21   | 22   |
| 26   | 23   | 24   | 25   | 26   | 27   | 28   | 29   |
| 27   | 30   |      |      |      |      |      |      |

| Juli | Juli | Juli | Juli | Juli | Juli | Juli | Juli |
| Kw   | Mo   | Di   | Mi   | Do   | Fr   | Sa   | So   |
| ---- | ---- | ---- | ---- | ---- | ---- | ---- | ---- |
| 27   |      | 1    | 2    | 3    | 4    | 5    | 6    |
| 2    | 7    | 8    | 9    | 10   | 11   | 12   | 13   |
| 29   | 14   | 15   | 16   | 17   | 18   | 19   | 20   |
| 30   | 21   | 22   | 23   | 24   | 25   | 26   | 27   |
| 31   | 28   | 29   | 30   | 31   |      |      |      |

| August | August | August | August | August | August | August | August |
| Kw     | Mo     | Di     | Mi     | Do     | Fr     | Sa     | So     |
| ------ | ------ | ------ | ------ | ------ | ------ | ------ | ------ |
| 31     |        |        |        |        | 1      | 2      | 3      |
| 32     | 4      | 5      | 6      | 7      | 8      | 9      | 10     |
| 33     | 11     | 12     | 13     | 14     | 15     | 16     | 17     |
| 34     | 18     | 19     | 20     | 21     | 22     | 23     | 24     |
| 35     | 25     | 26     | 27     | 28     | 29     | 30     | 31     |

| September | September | September | September | September | September | September | September |
| Kw        | Mo        | Di        | Mi        | Do        | Fr        | Sa        | So        |
| --------- | --------- | --------- | --------- | --------- | --------- | --------- | --------- |
| 36        | 1         | 2         | 3         | 4         | 5         | 6         | 7         |
| 37        | 8         | 9         | 10        | 11        | 12        | 13        | 14        |
| 38        | 15        | 16        | 17        | 18        | 19        | 20        | 21        |
| 39        | 22        | 23        | 24        | 25        | 26        | 27        | 28        |
| 40        | 29        | 30        |           |           |           |           |           |

| Oktober | Oktober | Oktober | Oktober | Oktober | Oktober | Oktober | Oktober |
| Kw      | Mo      | Di      | Mi      | Do      | Fr      | Sa      | So      |
| ------- | ------- | ------- | ------- | ------- | ------- | ------- | ------- |
| 40      |         |         | 1       | 2       | 3       | 4       | 5       |
| 41      | 6       | 7       | 8       | 9       | 10      | 11      | 12      |
| 42      | 13      | 14      | 15      | 16      | 17      | 18      | 19      |
| 43      | 20      | 21      | 22      | 23      | 24      | 25      | 26      |
| 44      | 27      | 28      | 29      | 30      | 31      |         |         |

| November | November | November | November | November | November | November | November |
| Kw       | Mo       | Di       | Mi       | Do       | Fr       | Sa       | So       |
| -------- | -------- | -------- | -------- | -------- | -------- | -------- | -------- |
| 44       |          |          |          |          |          | 1        | 2        |
| 45       | 3        | 4        | 5        | 6        | 7        | 8        | 9        |
| 46       | 10       | 11       | 12       | 13       | 14       | 15       | 16       |
| 47       | 17       | 18       | 19       | 20       | 21       | 22       | 23       |
| 48       | 24       | 25       | 26       | 27       | 28       | 29       | 30       |

| Dezember | Dezember | Dezember | Dezember | Dezember | Dezember | Dezember | Dezember |
| Kw       | Mo       | Di       | Mi       | Do       | Fr       | Sa       | So       |
| -------- | -------- | -------- | -------- | -------- | -------- | -------- | -------- |
| 49       | 1        | 2        | 3        | 4        | 5        | 6        | 7        |
| 50       | 8        | 9        | 10       | 11       | 12       | 13       | 14       |
| 51       | 15       | 16       | 17       | 18       | 19       | 20       | 21       |
| 52       | 22       | 23       | 24       | 25       | 26       | 27       | 28       |
| 1        | 29       | 30       | 31       |          |          |          |          |

## Ereignisse

### Politik und Weltgeschehen

#### Hussitenkriege
- Hussiteneinfälle ins Mühlviertel: In der Schlacht bei Zwettl am 25. März zwischen hussitischen und kaiserlich-österreichischen Truppen misslingt den Hussiten unter Andreas Prokop die Eroberung der seit 12. März belagerten Stadt Zwettl in Niederösterreich, sie können jedoch erhebliche Beute machen und richten in der Umgebung immense Zerstörungen an.
- 4. August: Der vierte Kreuzzug gegen die Hussiten scheitert in der Schlacht bei Mies. Erstmals bilden Kreuzritter dabei analog der gegnerischen Taktik eine Wagenburg, doch Unerfahrenheit damit trägt zur Niederlage der katholischen Truppen bei.
- 2. Dezember: Zur Finanzierung von Feldzügen gegen die Hussiten billigt der Reichstag zu Frankfurt unter dem römisch-deutschen König Sigismund eine Reichskriegssteuer, später Hussitenpfennig genannt.

#### Dänisch-Holsteinisch-Hanseatischer Krieg
- 28. Mai: Der Versuch, der Hanse, Flensburg zurückzuerobern, misslingt. Heinrich IV., Graf von Holstein, der sich wegen des Streits um das Herzogtum Schleswig mit der Hanse gegen die von Dänemark dominierte Kalmarer Union unter König Erik VII. verbündet hat, fällt beim Versuch, die Duburg zu erobern. Ihm folgt sein Bruder Adolf VIII. als Graf von Holstein und Prätendent von Schleswig. Der Hamburger Ratsherr Johann Kletze wird für die Niederlage verantwortlich gemacht, und Ende des Jahres vor Gericht gestellt.
- 11. Juli: Während des Dänisch-Hanseatischen Krieges fügt eine dänisch-schwedische Flotte unter Barnim VIII. von Pommern der von Tidemann Steen befehligten hanseatischen Flotte in einer Seeschlacht im Öresund eine vernichtende Niederlage zu. Im Anschluss können sie die gesamte nunmehr schutzlose Handelsflotte der Hanse erobern. Der Hamburger Bürgermeister Hein Hoyer gerät in der Schlacht in Gefangenschaft. Die Niederlage führt zu politischen Unruhen in den beteiligten Hansestädten Hamburg, Lübeck, Rostock und Wismar. Der Lübecker Bürgermeister Tidemann Steen wird abgesetzt, enteignet und für drei Jahre in das Turmgefängnis des Lübecker Marstalls geworfen, der Wismarer Bürgermeister Johann Bantzkow wird am 18. November öffentlich durch Enthaupten hingerichtet.

#### Weitere Ereignisse im Heiligen Römischen Reich

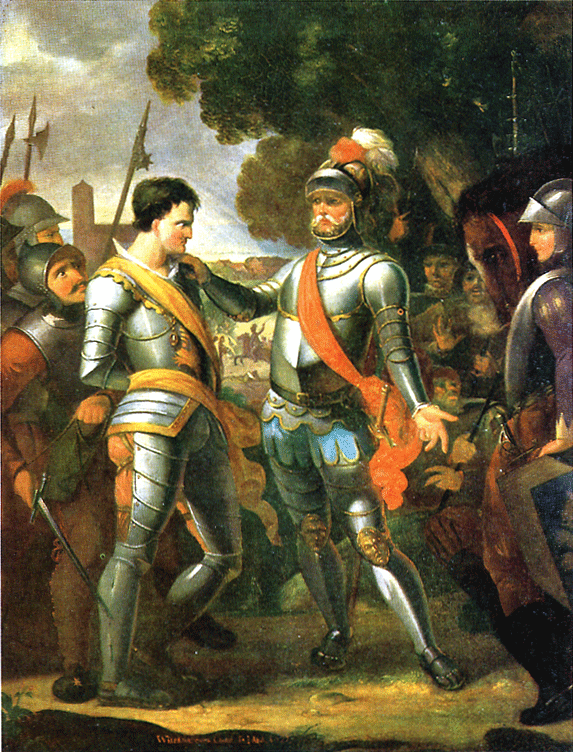
Ocko II. tom Brok wird nach der Schlacht auf den Wilden Äckern gefangen vor Focko Ukena geführt, Tjarko Meyer Cramer, 1803

- 28. Oktober: Die Schlacht auf den Wilden Äckern bedeutet das Ende der Herrschaft der tom Brok über Ostfriesland. Der Sieger Focko Ukena kann seine Herrschaft jedoch nur kurzfristig sichern.
- 8. Dezember: Der Mainzisch-Hessische Krieg endet nach zwei entscheidenden Siegen des Landgrafen Ludwig I. über den Mainzer Heerführer Gottfried von Leiningen am 23. Juli bei Fritzlar und über Erzbischof Konrad von Dhaun am 10. August bei Fulda. Mit dem Friedensschluss in Frankfurt am Main wird ein zwei Jahrhunderte währender Konflikt um die territoriale Vorherrschaft in Hessen zwischen Kurmainz und den Landgrafen von Hessen zu Gunsten der letzteren beigelegt.

#### Weitere Ereignisse in Europa
Da Stefan Lazarević ohne Nachkommen stirbt, folgt ihm sein Neffe Đurađ Branković als Despot auf den serbischen Thron. Er sieht sich mit dem Osmanischen Reich und Ungarn gleich zwei übermächtigen Gegnern gegenüber. Die bisherige Hauptstadt Belgrad muss an den ungarischen König Sigismund zurückgegeben werden, daraufhin verlegt Đurađ seine Hauptstadt nach Smederevo.

#### Entdeckungen

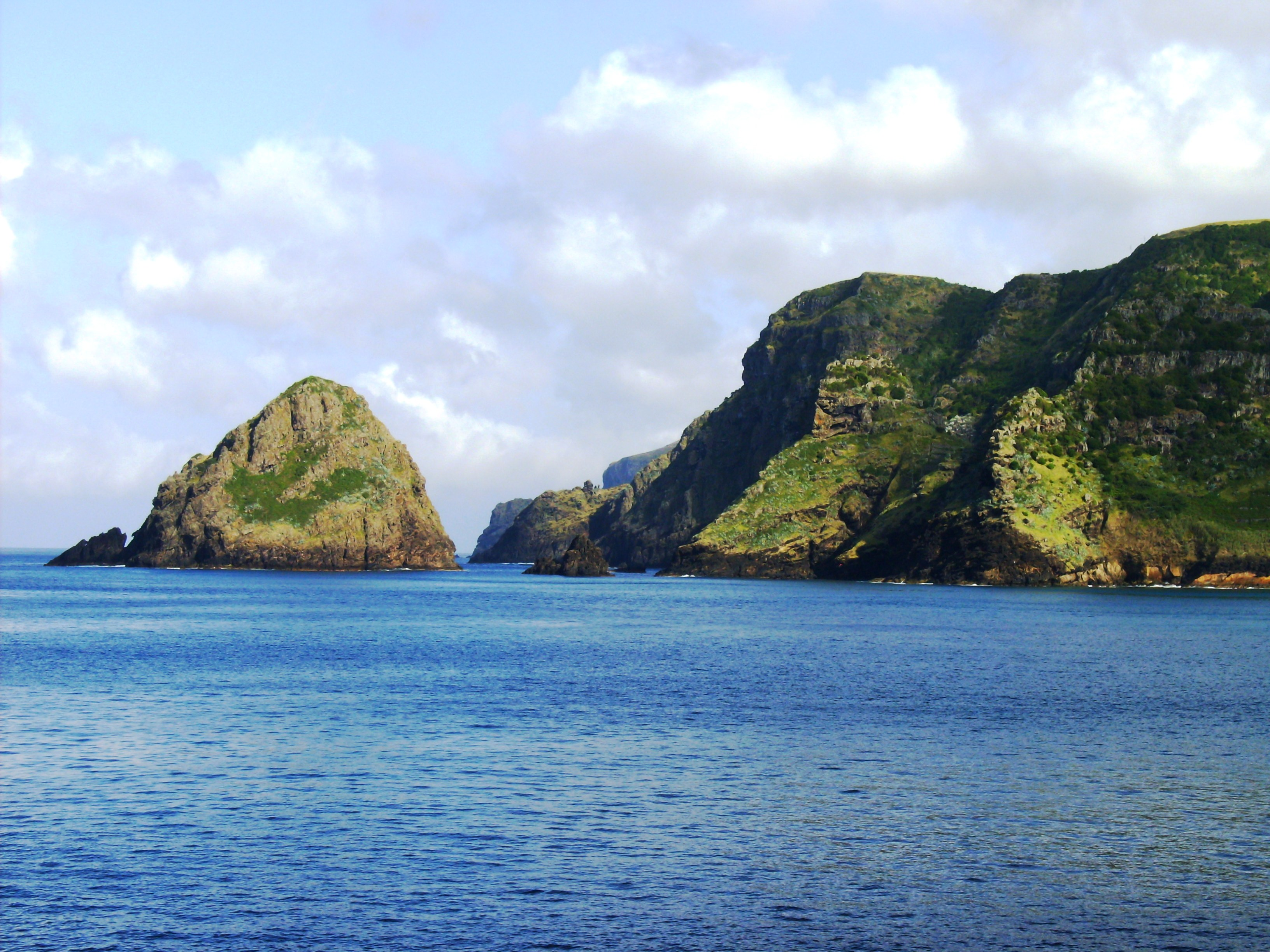
Blick auf Santa Maria

Der portugiesische Seefahrer Diogo de Silves entdeckt mit Santa Maria die erste Insel im Archipel der Azoren.

#### Mesoamerika

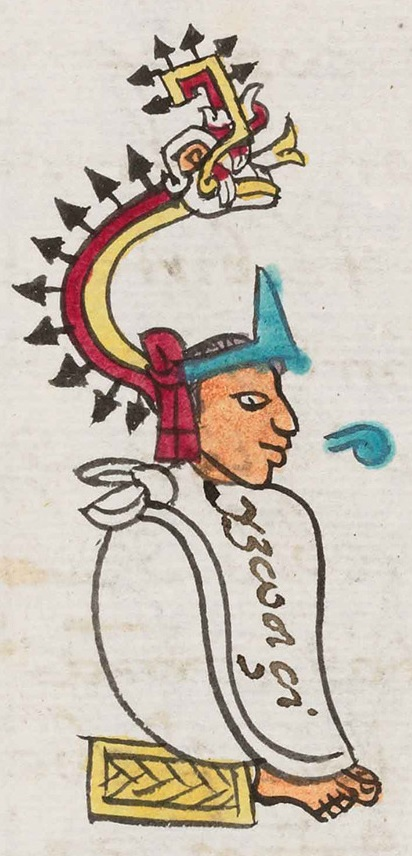
Itzcóatl im Codex Mendoza, 16. Jh.

Chimalpopoca, aztekischer Herrscher von Tenochtitlán, wird ermordet, entweder auf Geheiß von Maxtla, dem Herrscher des rivalisierenden tepanekischen Stadtstaates Azcapotzalco, oder durch seinen Onkel Itzcóatl, der ihm auf den Thron folgt.

### Wissenschaft und Technik
Heinrich Arnold erfindet die Uhrfeder.

### Gesellschaft
- um 1427: König Don Juan I. von Kastilien und León stiftet den Schuppenorden.

### Religion
- Das Lincoln College zur theologischen Ausbildung an der University of Oxford wird gegründet.
- Das Kloster Monte Sión der Zisterzienser in Kastilien wird gegründet.
- Das Kloster im Reuental, ein Deutschordensschwesternhaus in Bern, wird aufgelöst. Die letzte Ordensschwester Margaretha Zehnder wird mit einem Leibgeding abgefunden.

## Geboren

### Geburtsdatum gesichert
- 27. Februar: Ruprecht von der Pfalz, Erzbischof von Köln († 1480)
- 9. Mai: Françoise d’Amboise, französische Adlige, Herzogin der Bretagne († 1485)
- 8. Mai: John Tiptoft, englischer Staatsmann, 1. Earl of Worcester († 1470)
- 14. Oktober: Alesso Baldovinetti, italienischer Maler und Entwerfer († 1499)
- 26. Oktober: Siegmund, Erzherzog von Österreich und Regent von Tirol und Vorderösterreich († 1496)
- 29. November: Zhengtong, chinesischer Kaiser († 1464)
- 30. November: Kasimir IV., Großfürst von Litauen und König von Polen († 1492)

### Genaues Geburtsdatum unbekannt
- Antonio Bonfini, italienischer Humanist und Historiker († 1502)
- David von Burgund, Bischof von Utrecht († 1496)
- Georg Hessler, Fürstbischof von Passau († 1482)
- Karl I., Markgraf von Baden († 1475)
- Heinrich IV. von Rosenberg  Oberhauptmann in Schlesien († 1457)
- Antonio Rossellino, italienischer Architekt und Bildhauer († nach 1478)
- Jörg von Sachsenheim, württembergischer Jurist († 1508)
- Ende 1427: Erich II., Herzog von Pommern-Wolgast, Hinterpommern und Stettin († 1474)

### Geboren um 1427
- Vincenzo Foppa, italienischer Maler († 1516)

## Gestorben

### Erstes Halbjahr
- 1. Januar: Viktorin von Podiebrad, böhmisch-mährischer Adliger (* 1403)
- 18. Januar: Eberhard III. von Neuhaus, Administrator der inkorporierten Reichsprälatur Berchtesgaden und Erzbischof von Salzburg
- 18. Januar: Otto I. von Rohr, Bischof von Havelberg (* um 1350)
- 2. April: Friedrich Krüger, Dompropst und gewählter Bischof von Havelberg
- 7. April: Uberto Decembrio, italienischer Übersetzer und Politiker
- 17. April: Johann IV., Herzog von Brabant, Lothier und Limburg (* 1403)
- 16. Mai: Johannes Rimer, böhmischer Priester und Märtyrer, Heiliger der katholischen Kirche
- 23. Mai: Rudolf von der Planitz, Bischof von Meißen
- 28. Mai: Heinrich IV. von Holstein, Graf von Holstein und Herzogprätendent von Schleswig (* 1397)
- 28. Mai: Erich I., Herzog zu Braunschweig-Lüneburg und Fürst von Braunschweig-Grubenhagen (* um 1383)

### Zweites Halbjahr
- 18. Juli: Stefan Lazarević, serbischer Despot, Gelehrter und Dichter (* 1377)

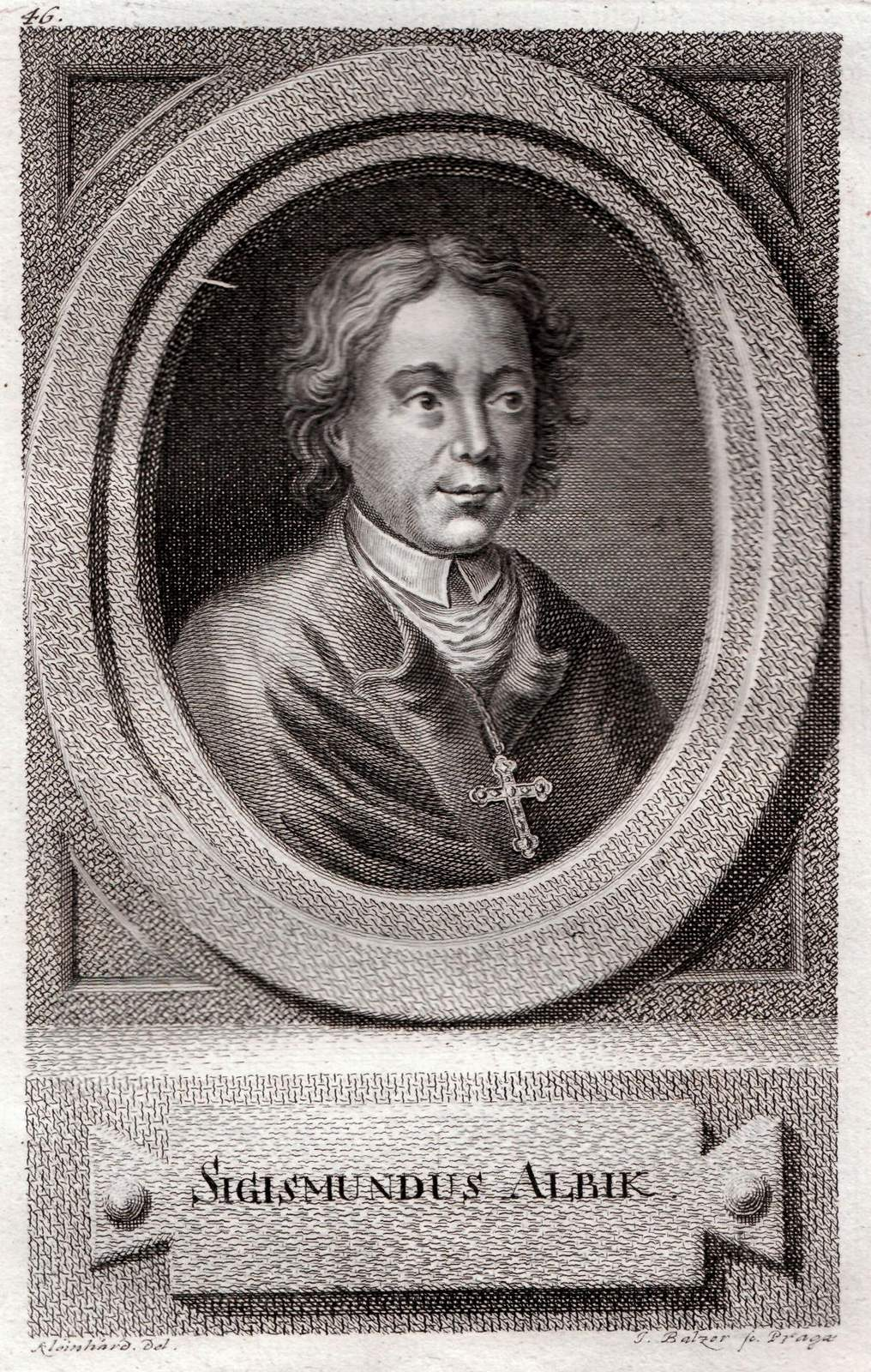
Siegmund Albich

- 23. Juli: Siegmund Albich, böhmischer Adliger, Leibarzt von Kaiser Sigismund, Erzbischof von Prag (* um 1360)
- 1. August: Gentile da Fabriano, italienischer Maler (* um 1370/85)
- 3. September: Konrad VI., Herzog von Oels und Steinau (* 1387/91)
- 8. September: Tommaso Brancaccio, italienischer Kardinal
- 8. September: Franz von Retz, österreichischer Theologe, Dominikaner (* um 1343)
- 12. September: Bertold von Bückelsburg, Bischof von Brixen
- 14. September: Johann von Beust, Bischof von Havelberg
- 14. September: Jakob ben Moses haLevi Molin, jüdischer Gelehrter und Rabbiner (* um 1375)
- 21. Oktober: Raimond Mairose, römischer Jurist und Kardinal der römisch-katholischen Kirche* 3. Oktober: Pandolfo III. Malatesta, Condottiere mit ausgeprägten kulturellen Interessen (* 1370)
- 18. November: Johann Bantzkow, deutscher Kaufmann, Bürgermeister der Hansestadt Wismar
- 4. Dezember: Hermann Bokholt, deutscher Zisterzienser und Abt des Klosters Doberan

### Genaues Todesdatum unbekannt

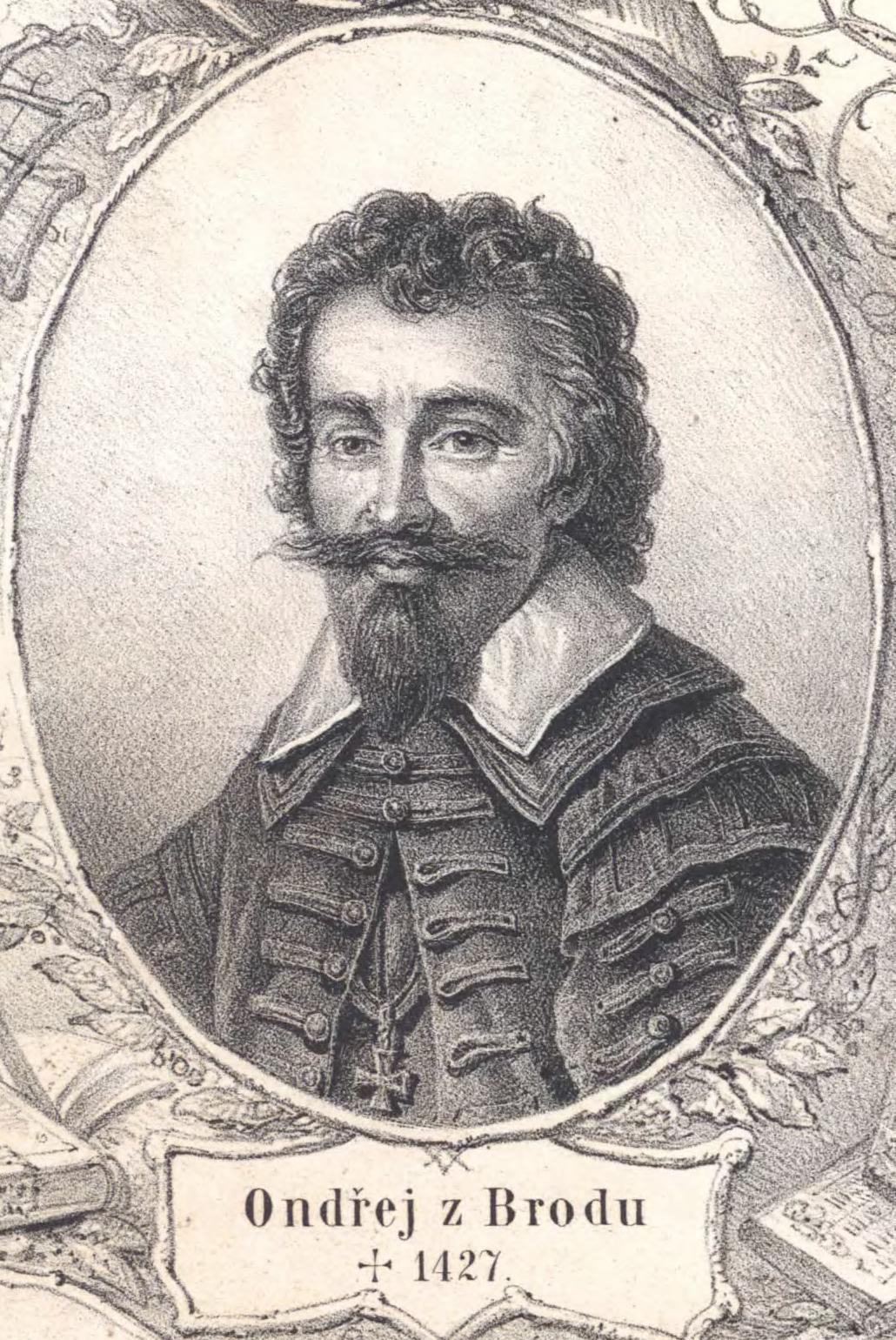
Ondřej z Brodu

- Ondřej z Brodu, tschechischer Theologe

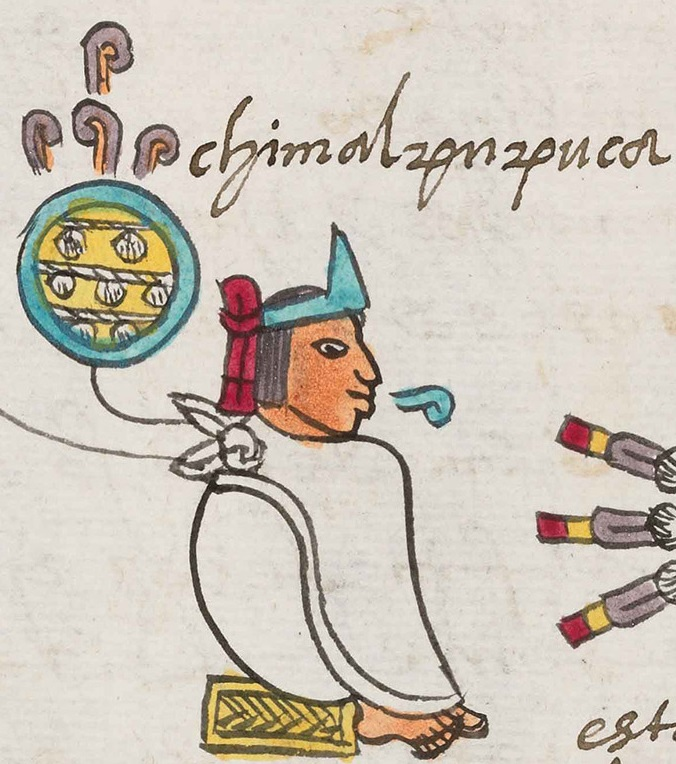
Abbildung von Chimalpopoca auf Seite 4 des Codex Mendoza, 16. Jahrhundert

- Chimalpopoca, aztekischer Herrscher von Tenochtitlán (* 1404)
- Hisko von Emden, ostfriesischer Propst von Emden
- Qu You, chinesischer Schriftsteller der Ming-Dynastie (* 1341)